# Leonid Hurwicz
Leonid Hurwicz, född 21 augusti 1917 i Moskva, död 24 juni 2008 i Minneapolis, Minnesota, var en polsk-amerikansk nationalekonom och professor vid University of Minnesota, och tilldelades 2007 Sveriges Riksbanks pris i ekonomisk vetenskap till Alfred Nobels minne tillsammans med Eric Maskin och Roger Myerson "för att ha lagt grunden till teorin för allokeringsmekanismer"..
Hurwicz var internationellt känd för sin forskning inom ekonomisk teori, främst inom matematisk ekonomi, spelteori och allokeringsmekanismer, det senare var det som han fick Nobelpris för.